# Métro léger de Charlotte
Pour les articles homonymes, voir Lynx (homonymie).

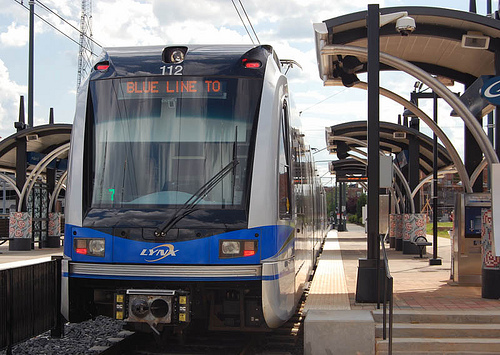
Une rame du métro LYNX à la station Carson.

Le métro léger de Charlotte (ou LYNX) est un système de métro léger desservant la ville de Charlotte, en Caroline du Nord, aux États-Unis. Composé d'une ligne en site propre d'une longueur de 15.45 km (9,6 miles) desservant 15 stations, il comprendra à terme cinq lignes à l'aube de 2025. Le métro transporte environ 20 000 voyageurs par jour.